# Nora socken, Västmanland
Nora socken, Uppland låg 1549-2007 i Västmanlands län, och sägs ofta i äldre texter ligga i Västmanland.
Nora socken i Västmanland ingick i Nora och Hjulsjö bergslag, uppgick 1965 i Nora stad och området ingår sedan 1971 i Nora kommun i Örebro län och motsvarar från 2016 Nora distrikt.
Socknens areal var 402,20 kvadratkilometer, varav 358,21 land. (staden ej inräknad) År 1951 fanns här 4 318 invånare. Tätorterna Gyttorp, Ås och Striberg ligger i socknen. Sockenkyrkan Nora kyrka delades med Nora stad och ligger i staden. 

## Administrativ historik
Nora socken även tidigt benämnd Noraskoga socken bildades mot slutet av 1200-talet (enligt vissa uppgifter 1314 genom en utbrytning ur Kils socken i Närke). Socknen var centralort i Nora bergslag och omfattade hela Noraskog och hörde ursprungligen till Närke och Strängnäs stift. På 1570-talet överflyttades Noraskog till Västerås stift och kom därmed efterhand att räknas till Västmanland.
1633 utbröts Grythyttans socken, 1640 Hjulsjö socken, 1643 Nora stad med Nora stadsförsamling, 1660 Järnboås socken och 1871/1878 Vikers församling/Vikers landskommun.
Vid kommunreformen 1862 övergick socknens ansvar för de kyrkliga frågorna till Nora bergsförsamling och för de borgerliga frågorna till Nora landskommun. Landskommunen inkorporerades 1952 i Noraskogs landskommun som 1965 uppgick i Nora stad som 1971 ombildades till Nora kommun. Församlingen inkorporerade 1974 Nora stadsförsamling. Församlingen uppgick sedan 2010 i Nora bergslagsförsamling.
1 januari 2016 inrättades distriktet Nora, med samma omfattning som församlingen hade 1999/2000.
Socknen har tillhört fögderier, tingslag och domsagor enligt vad som beskrivs i artikeln Nora och Hjulsjö bergslag.

## Geografi
Nora socken ligger kring Järleån och Norasjön. Socknen är en sjörik kuperad bergslagsbygd.

### Herrgårdar i socknen
- Bergsäng
- Hammarby
- Hitorp
- Knutsberg
- Stadra

## Fornlämningar
Lösfynd från stenåldern är funna och en fornborg finns här.

## Namnet
Namnet (1336 Noree) kommer från ett ånamn, Nora, som innehåller nor, 'smalt vattendrag som förenar två öppna vattenpartier'. Ån son syftas är den korta Hagbyån mellan Åsbosjön och Norasjön.

## Befolkningsutveckling
| Befolkningsutvecklingen i Nora socken, Västmanland 1750–1970 | Befolkningsutvecklingen i Nora socken, Västmanland 1750–1970 | Befolkningsutvecklingen i Nora socken, Västmanland 1750–1970 | Befolkningsutvecklingen i Nora socken, Västmanland 1750–1970 | Befolkningsutvecklingen i Nora socken, Västmanland 1750–1970 |
| --- | ------------------------------------------------------------ | ------------------------------------------------------------ | ------------------------------------------------------------ | ------------------------------------------------------------ |
| |                                                              |                                                              |                                                              |                                                              |
| År |                                                              |                                                              | Folkmängd                                                    |                                                              |
| 1750 | 1750                                                         |                                                              | 3 575                                                        |                                                              |
| 1760 | 1760                                                         |                                                              | 4 035                                                        |                                                              |
| 1780 | 1780                                                         |                                                              | 4 692                                                        |                                                              |
| 1790 | 1790                                                         |                                                              | 4 769                                                        |                                                              |
| 1800 | 1800                                                         |                                                              | 5 063                                                        |                                                              |
| 1810 | 1810                                                         |                                                              | 4 318                                                        |                                                              |
| 1820 | 1820                                                         |                                                              | 4 418                                                        |                                                              |
| 1830 | 1830                                                         |                                                              | 5 198                                                        |                                                              |
| 1840 | 1840                                                         |                                                              | 5 627                                                        |                                                              |
| 1850 | 1850                                                         |                                                              | 5 993                                                        |                                                              |
| 1860 | 1860                                                         |                                                              | 7 000                                                        |                                                              |
| 1870 | 1870                                                         |                                                              | 8 489                                                        |                                                              |
| 1880 | 1880                                                         |                                                              | 6 413                                                        |                                                              |
| 1890 | 1890                                                         |                                                              | 5 937                                                        |                                                              |
| 1900 | 1900                                                         |                                                              | 5 621                                                        |                                                              |
| 1910 | 1910                                                         |                                                              | 5 321                                                        |                                                              |
| 1920 | 1920                                                         |                                                              | 5 276                                                        |                                                              |
| 1930 | 1930                                                         |                                                              | 4 782                                                        |                                                              |
| 1940 | 1940                                                         |                                                              | 4 411                                                        |                                                              |
| 1950 | 1950                                                         |                                                              | 4 318                                                        |                                                              |
| 1960 | 1960                                                         |                                                              | 4 059                                                        |                                                              |
| 1970 | 1970                                                         |                                                              | 3 254                                                        |                                                              |
| Anm: Tabellen inkluderar Nora stad 1750-1800. Från 1810 inkluderas endast Nora landsförsamling, ej staden. Källor: Umeå universitet - Tabellverket 1749-1859, Demografiska databasen, CEDAR, Umeå universitet |                                                              |                                                              |                                                              |                                                              |